# Terug naar Nooitgedachtland
Terug naar Nooitgedachtland (Engels: Return to Never Land) is een Amerikaanse tekenfilm van Walt Disney, uitgebracht in 2002. De film is een vervolg op Peter Pan uit 1953.
Het verhaal van de film is losjes gebaseerd op het boek Peter and Wendy van James Barrie. Dit boek introduceert Wendy’s dochter Jane. De Disneyversie van Jane is echter heel anders dan Barrie’s oorspronkelijke versie.

## Verhaal
Het verhaal speelt een aantal jaar na de vorige film. Wendy Darling is inmiddels volwassen en heeft twee kinderen. De Tweede Wereldoorlog is uitgebroken en Wendy’s man dient in het leger, terwijl Londen gebukt gaat onder de Blitzkrieg en de aanhoudende raids van de Duitse Luftwaffe. Wendy vertelt haar kinderen vaak verhaaltjes over Peter Pan, die ze in haar jeugd eens ontmoette. Wendy's dochter Jane, die ondertussen een jonge tiener is tegen 1943, loopt vaak boodschappen te doen doorheen de geteisterte stad. Door de hardheid van de realiteit, gelooft Jane die verhalen niet meer en komt het vaak op woordenwisselingen te staan tussen haar, haar kleine broertje Danny (die in zijn verdriet Jane er aan herinnert dat ze ooit het eerste Slimme Meisje wilde worden) en moeder Wendy. Op een avond wordt Jane ontvoerd door kapitein Haak en diens piraten: Haak ziet Jane aan voor Wendy, en hij wil zijn oude vijand Peter Pan in de val lokken door te dreigen "Wendy" aan de octopus (tegenhanger van de krokodil uit het vorige avontuur) te voeren, die hij recentelijk tot 'huisdier' heeft aangesteld door het regelmatig de resten van de kombuis te voeren. 
Peter Pan redt Jane, van wie hij in eerste instantie ook denkt dat het Wendy is. Daarbij komt de octopus een smaak te hebben ontwikkeld voor Haak die hij letterlijk als een "codfish" gaat zien, met alle gevolgen van dien. Jane blijkt al snel heel anders te zijn dan haar moeder. Ze wil niets met Peter en zijn bende te maken hebben, en wil enkel zo snel mogelijk naar huis, waarbij ze de grappen en grollen van de zeemeerminnen en de Slimme Jongens niet kan appreciëren. Het komt uiteindelijk zover dat Jane zelfs het bestaan van elfjes (Tinkelbell) verloochent, wat voor haar echter vreselijke gevolgen heeft; Tinkelbell kwijnt langzaam weg. Haak en zijn mannen horen dit, en de kapitein speelt hier handig op in door een deal met Jane te sluiten: hij veinst ook naar huis te willen en geeft Jane een fluitje, en de geschreven belofte geen haar op het hoofd van Peter Pan te krenken. Jane gaat aanvankelijk akkoord en keert terug naar Peter, en samen met de Slimme Jongens gaan ze op schattenjacht. Tijdens de toch begint Jane opnieuw in Peter en de Slimme Jongens te geloven, en gooit het fluitje aanvankelijk weg, om zich tot het eerste Slimme Meisje te laten opnemen. Bobbie vind echter het fluitje en blaast hier uiteindelijk tijdens de euforie van het moment op, waarna Haak en de piraten letterlijk binnen komen vallen. Ze slaan een dubbelslag: Pan en de Slimme Jongens worden gevangen genomen (waarbij Haak de belofte handig verdraait en Jane beseft dat ze bedrogen is), waarop Peter zijn teleurstelling in Jane luidop kenbaar maakt, en haar verwijt Tinkelbell's dood op haar geweten te gaan krijgen. Jane haast zich naar het hol van Pan en de Slimme Jongens en lijkt net te laat te zijn voor het elfje te redden. Maar terwijl ze haar verdriet de vrije loop laat, zorgt het voor een wonder: het elfje hervindt haar levenskracht en samen trekken ze naar Haaks schip. Daar bevrijden ze samen de Jongens en Peter, leert ze hoe ze moet vliegen en weet het pleit te beslechten. Tot overmaat van ramp is de octopus ook terug en heeft hij niet langer enkel interesse in Haak, maar in zijn ganse bemanning, die halsoverkop met een roeibootje aan de hongerige jager probeert te ontsnappen. 
Het verhaal besluit met Pan die Jane terug naar Londen brengt, en ziet hoe het gezinnetje van Wendy herenigd is in liefde en geloof. Peter zelf krijgt de kans een laatste maal met Wendy te spreken, en ontdekt tot zijn opluchting dat hoewel ze moeder is geworden en volwassen, ze nog steeds in hem gelooft. Tinkelbell verzoent zich eveneens met Wendy door haar een laatste keer met elfenstof te bestrooien voor een kort moment te kunnen zweven, waarna Peter en Wendy definitief afscheid nemen van elkaar. 
Voor Wendy eindigt het verhaal niettemin met een eigen wonder: vader komt eindelijk terug thuis, waarna Peter Pan zijn vriendin met een tevreden gevoel achter kan laten. 

## Rolverdeling
| Originele naam     | Originele stem   | Nederlandse naam | Nederlandse stem   |
| ------------------ | ---------------- | ---------------- | ------------------ |
| Peter Pan          | Blayne Weaver    | Peter Pan        | Willem Rebergen    |
| Captain Hook       | Corey Burton     | Kapitein Haak    | Paul van Gorcum    |
| Wendy              | Kath Soucie      | Wendy            | Isa Hoes           |
| Jane & Young Wendy | Harriet Owen     | Jane             | Nicoline van Doorn |
| Smee & Pirates     | Jeff Bennett     | Vetje            | Serge-Henri Valcke |
| Danny              | Andrew McDonough | Danny            | Veerle Burmeister  |
| Edward             | Roger Rees       | Edward Koldewijn | Bram Bart          |
| Cubby              | Spencer Breslin  | Bobbie           | Merel Burmeister   |
| Mullins            | Dan Castellaneta |                  |                    |
| Timmy              | Lawrence Watson  |                  |                    |
| Slightly           | Quinn Beswick    | Ietse            | David Hakkert      |
| Turk               | Jim Cummings     |                  |                    |
| Nibs               | Bradley Pierce   | Piets            | Phil Rommy         |
| Nanatwo            | Frank Welker     |                  |                    |
| Twins              | Aaron Spann      | Tweeling         | Arnout Ulenberg    |
| Soloist            | Jonatha Brooke   | Solist           | Laura Vlasblom     |

## Productie
Return to Never Land was een van de weinige vervolgfilms van Disney die niet als direct-naar-video werd uitgebracht, maar eerst in de bioscoop verscheen. De film bracht in totaal $74,904,590 op, waarmee de film een van Disney’s succesvolste vervolgfilms was.
In de Nederlandse titel en vertaling van deze film zit een continuiteitsfout. Zo wordt Neverland hier vertaald als Nooitgedachtland. In de eerste film wordt Neverland echter vertaald als Fantasieland.

## Muziek
1. "De tweede ster van de rand (The Second Star to the Right)" - Laura Vlasblom
2. "Misschien (I'll Try)" - Laura Vlasblom
3. "Jo ho ho alweer 'n plan (Here We Go Another Plan)" - Serge-Henri Valcke
4. "Nu ben je een van ons (So to Be One of Us)" - Willem Rebergen, Veerle Burmeister, Nicoline van Doorn, Merel Burmeister, David Hakkert, Phil Rommy  
5. "Misschien (herneming) (I'll Try - Reprise)" - Laura Vlasblom
6. "Misschien (aftiteling) (I'll Try - End Credits)" - Laura Vlasblom
7. "Do You Believe in Magic? (aftiteling)" - BBMak

## Prijzen en nominaties
In 2003 werd Return to Neverland genomineerd voor 4 prijzen, maar won er geen:
- De Annie Award voor Outstanding Music in an Animated Feature Production
- De Annie Award voor Outstanding Voice Acting in an Animated Feature Production
- De Young Artist Award voor Best Performance in a Voice-Over Role (Spencer Breslin)
- De Young Artist Award voor Best Performance in a Voice-Over Role - Age Ten or Under (Andrew McDonough)